# Epicodakia perobliqua
Epicodakia perobliqua is een tweekleppigensoort uit de familie van de Lucinidae. De wetenschappelijke naam van de soort is voor het eerst geldig gepubliceerd in 1892 door Tate.